# HMS Grenade (H86)
«Гренейд» (H86) (англ. HMS Grenade (H86) — військовий корабель, ескадрений міноносець типу «G» Королівського військово-морського флоту Великої Британії за часів Другої світової війни.
«Гренейд» був закладений 3 жовтня 1934 року на верфі компанії Alexander Stephen and Sons в Глазго. 12 листопада 1935 року він був спущений на воду, а 28 березня 1936 року увійшов до складу Королівських ВМС Великої Британії.

## Історія
На початок Другої світової війни «Гренейд» входив до сил 1-ї флотилії есмінців, котра, базуючись на Александрію, патрулювала східне Середземномор'я. У жовтні 1939 року флотилію перевели до Плімута, де підпорядкували Командуванню Західних підходів.
Наприкінці травня 1940 року есмінець залучався до евакуації союзних військ з Дюнкерка. 28 травня врятував 33 постраждалих з SS Abukir, який потопили німецькі швидкісні торпедні катери. 29 травня 1940 року під час завантаження англо-французьких військових з пляжів Дюнкерка був атакований німецькою авіацією. Внаслідок ураження двома бомбами пікіруючих бомбардувальників Ju 87 зайнялася пожежа, загинуло 14 матросів, ще чотири були смертельно поранені. «Гренейд» відтягнули траулером John Cattling від місця навантаження, де ввечері вибухнули його артилерійські льохи й есмінець затонув.